# Tel Quel
Tel Quel era una rivista francese trimestrale fondata da Philippe Sollers e Jean-Edern Hallier nel 1960 e pubblicata dalle Éditions du Seuil. Il comitato di redazione era inoltre composto da René Huguenin, Jean Ricardou, Jean Thibaudeau, Michel Deguy, Marcelin Pleynet, Denis Roche, Jean-Louis Baudry, Jean-Pierre Faye, Jacqueline Risset, Julia Kristeva e Gislhaine Meffre.
Ebbe inoltre come collaboratori critici, poeti, per la maggior parte marxisti, allora impegnati nella radicale trasformazione e critica del concetto di letteratura. Tra questi: Roland Barthes, Georges Bataille, Jacques Derrida, Michel Foucault, Bernard-Henri Lévy, Maurice Roche, Tzvetan Todorov, Francis Ponge, Umberto Eco, Gérard Genette, Pierre Boulez, Jean-Luc Godard, Philippe Muray e Pierre Guyotat.
La rivista nei primi tempi diede spazio all'espressione poetica d'avanguardia, successivamente tentò di istituire legami tra letteratura, scienze esatte e umane, politica, e filosofia: pubblicò infatti le riflessioni della Kristeva sul legame tra marxismo e psicoanalisi, e quelle di Barthes sui rapporti tra semiologia e letteratura.
Nel 1968 i membri della rivista pubblicarono Théorie d'ensemble, nella quale la letteratura si oppone, sotto l'ala del materialismo storico, alla ricerca della letteralità. Allo stesso tempo, la casa editrice Jaca Book tentò di aprire una versione italiana della rivista (che non durò che pochi numeri). Alfredo Giuliani scelse alcune poesie (di Pleynet, Faye e Denis Roche) per il volume Poeti di Tel Quel. Gli articoli della Kristeva vennero tradotti in italiano con il titolo Materia e senso (Einaudi, 1980, nella collana "La ricerca letteraria"). Altri articoli della rivista vennero presentati in Italia in un volume collettaneo presso Mazzotta (1974), intitolato Scrittura e rivoluzione. Presso la Dedalo di Bari (che aveva diversi volumi allineati alla ricerca francese che girava intorno alla rivista, in particolare nella "Collana bianca") uscì Tel Quel: un'avanguardia per il materialismo, a cura di Monique Charvet ed Ermanno Krumm (1974). Nel 1976 poi uscì il saggio Tel quel: la poesia. Saggi ortonoetici, di Antonio Corsaro (edizioni Aracne di Palermo).
Negli anni settanta però la coerenza e il dinamismo di Tel Quel furono messi in crisi dal regresso della teoria e del discorso ideologico che dominò la letteratura negli anni precedenti.
Nel 1982, infine, dopo 94 numeri, la rivista smise di pubblicare, lasciando posto a L'Infini promossa dal gruppo vicino a Sollers (la nuova rivista venne pubblicata dapprima nelle Éditions Denoël e dal 1987 da Gallimard).
Nel 1995, sempre presso le Éditions du Seuil, Philippe Forest ha pubblicato il lungo studio storico Histoire de Tel Quel, 1960-1982 (ISBN 2-02-017346-8), mentre Patrick Ffrench ha pubblicato The Time of Theory: A History of Tel Quel (1960-1983) presso la Clarendon Press di Oxford (ISBN 0-19-815897-1). Lo stesso Ffrench, in collaborazione con Roland-Francois Lack, ha poi composto l'antologia The Tel Quel Reader (London: Routledge, 1998 ISBN 0-415-15713-7).
Tel Quel, in modo indipendente dalla rivista, era anche il titolo di due volumi (1941 e 1943) di Paul Valéry.